# Bukawa
Bukawa ist der Name einer Sprachgemeinschaft in den küstennahen Gegenden des Huon-Golfs in der Morobe-Provinz von Papua-Neuguinea, und der dazugehörigen Sprache (auch Bugawac, Bukaua, Bukawac, Kawa, Kawac und Yom Gawac).

## Sprache
Die Sprache Bukawa hatte nach einer Zählung von 1978 9.694 Sprecher. Die Sprecherzahl hat seither vermutlich zugenommen. Sie gehört zur malayo-polynesischen Gruppe der austronesischen Sprachen und hat nach ISO 639-2 den Sprachcode map. Die Sprache ist eng mit der Kirchensprache Yabem verwandt, deren Kenntnis bei denen, die bis in die 1960er Jahre die Schule besucht haben, noch weit verbreitet ist. Als Zweit- und Verkehrssprache dient die Pidgin-Sprache Tok Pisin. Etwa 15–25 Prozent besitzen Lese- und Schreibfähigkeit in der Muttersprache. Seit 2001 existiert eine Übersetzung des Neuen Testaments in Bukawa.
Bukawa wie auch Yabem sind sehr von den benachbarten Papua-Sprachen beeinflusst.

## Ethnische Gruppen
Bukawa wird heute auch von der ethnischen Gruppe und Sprachgemeinschaft der Aribwatsa (auch Lae, Lahe) in den Dörfern  Butibum und Kamkumun bei Lae gesprochen.